# Col du Lautaret
Col du Lautaret je 2.058 m visoki preval v jugovzhodnem francoskem departmaju Hautes-Alpes. Zaznamuje prehod med dolinama rek Romanche in Guisane, povezanih preko njega s francosko državno cesto 91 (Grenoble - Le Bourg-d'Oisans - Briançon). Je ena od najnižjih točk v grebenski črti, ki ločuje sever (pretežno regija Rona-Alpe) in jug (Provansa-Alpe-Azurna obala) geografskega ozemlja francoskih Alp. 
Preko njega je zaradi relativno majhnega naklona, ki ga je izoblikoval ledenik, in posledično lahkega dostopa potekala komunikacijska pot iz osrednje Francije v Italijo čez Alpe.
Na prevalu je urejen alpski botanični vrt.

## Tour de France
Danes je Col du Lautaret najbolj znan po vsakoletni kolesarski dirki po Franciji. Doslej (do 2006) je bil enajstkrat prizorišče vmesnih gorskih ciljev prve, druge ali tretje kategorije. Njegovi zmagovalci so bili:
- 1950 : Apo Lazaridès  Francija
- 1951 : Gino Sciardis  Italija
- 1953 : Jean Le Guilly  Francija
- 1958 : Piet Van Est  Nizozemska
- 1960 : Jean Graczyk  Francija
- 1962 : Juan Campillo  Španija
- 1965 : Francisco Gabica  Španija
- 1972 : Joaquim Agostinho  Portugalska
- 1976 : Luciano Conati  Italija
- 2003 : Danilo Di Luca  Italija
- 2006 : David de la Fuente  Španija
- 2014 : Joaquim Rodríguez  Španija